# Roger Bushell

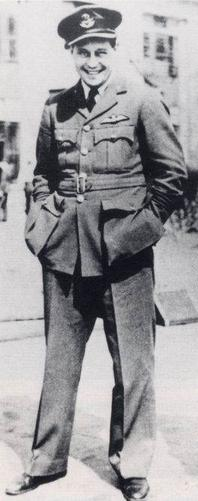
Roger Bushell

Roger Joyce Bushell (* 30. August 1910 in Springs, Transvaal, Südafrika; † 29. März 1944 bei Ramstein) war ein britischer Offizier der Royal Air Force (RAF), Jurist und Kriegsgefangener im Zweiten Weltkrieg. Er wurde international bekannt als Organisator der sogenannten „Großen Flucht“ aus dem Kriegsgefangenenlager Stalag Luft III im März 1944.

## Leben
Bushell wurde 1910 in Südafrika geboren und wuchs in Johannesburg auf. Er besuchte das Wellington College in Berkshire und studierte ab 1929 Rechtswissenschaften am Pembroke College der Universität Cambridge. Er war ein talentierter Skiläufer und nahm an internationalen Wettbewerben teil. Nach dem Abschluss arbeitete er als Barrister in London und trat der Auxiliary Air Force bei.

## Militärdienst und Gefangenschaft
Zu Beginn des Zweiten Weltkriegs diente Bushell als Pilot der Royal Air Force. Im Mai 1940 wurde er über Nordfrankreich abgeschossen und geriet in deutsche Kriegsgefangenschaft. Er war in mehreren Kriegsgefangenenlagern interniert und unternahm früh Fluchtversuche. Einer brachte ihn fast bis zur Schweiz.

## Stalag Luft III und „Große Flucht“
Im Oktober 1942 wurde Bushell in das speziell für Luftwaffenoffiziere eingerichtete Lager Stalag Luft III in Sagan (heute Żagań, Polen) verlegt. Dort organisierte er unter dem Decknamen „Big X“ eine der größten Massenfluchten des Kriegs. Über 600 Gefangene waren an der Planung beteiligt. In der Nacht vom 24. auf den 25. März 1944 entkamen 76 Männer durch den Tunnel „Harry“. Bushell war einer der ersten, die flohen.

## Ermordung

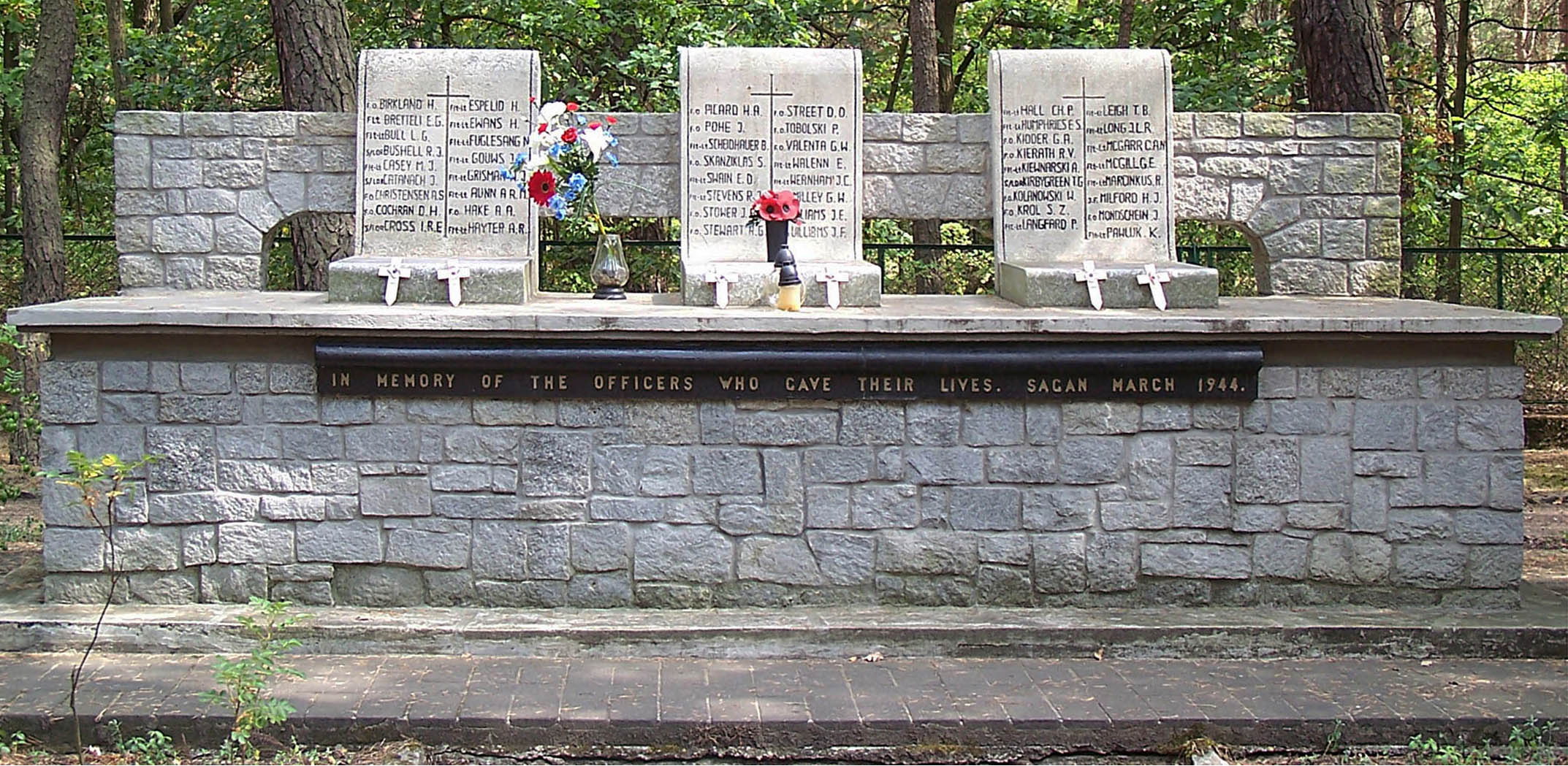
Mahnmal The Fifty

Bushell wurde kurz nach der Flucht erneut gefasst. Am 29. März 1944 wurde er gemeinsam mit seinem französischen Fluchtpartner Bernard Scheidhauer von der Gestapo bei Ramstein erschossen. Beide waren zuvor in Saarbrücken inhaftiert und wurden angeblich zur Rückführung in ein anderes Lager transportiert. In einem abgelegenen Waldstück nahe der heutigen Bundesautobahn 6 hielten die Gestapo-Beamten an und erschossen beide Offiziere.
Am 1. Juli 2017 wurde auf dem Gelände der Ramstein Air Base ein Gedenkstein zu Ehren beider Offiziere eingeweiht.
Insgesamt wurden 50 der 76 gefassten Geflohenen auf Befehl Adolf Hitlers ermordet – ein schwerer Verstoß gegen die Genfer Konvention von 1929. Nach dem Krieg wurden zahlreiche beteiligte Gestapo-Mitarbeiter in den britischen Kriegsverbrecherprozessen verurteilt.
Bushell wurde auf dem Poznań Old Garrison Cemetery in Polen beigesetzt.

## Rezeption
Paul Brickhill, ein ebenfalls inhaftierter australischer Pilot, schrieb 1950 das Buch The Great Escape über die Ereignisse. Die berühmte Filmadaption von 1963 basiert auf dieser Vorlage. Die Figur „Roger Bartlett“ (gespielt von Richard Attenborough) ist Roger Bushell nachempfunden. In der Fortsetzung The Great Escape II (1988) wurde er von Ian McShane dargestellt.